# Tzamandos
Tzamandos (in greco Τζαμανδός?) era una fortezza medievale situata in Anatolia, oggi situata in un quartiere di Pınarbaşı, Kayseri. Fu costruita nel 908 dal generale bizantino-armeno Melias e fu una kleisoura bizantina, continuando a essere un insediamento minore fino all'inizio del periodo ottomano.

## Storia

Tzamandos (situata al centro sul fiume Onopniktes) al confine tra l'Impero bizantino e il Califfato abasside.

Tzamandos fu costruita dal generale armeno bizantino Melias nel 908 in quella che era terra di nessuno tra il Califfato abbaside e l'Impero bizantino. Tzamandos divenne quindi una kleisoura, che comprendeva l'intera valle del fiume Zamantı fino al quartiere di Hanköy e all'Uzun Yayla, e molto probabilmente apparteneva al Thema di Lykandos, creato nel 914. La città divenne presto anche sede di un vescovo bizantino. La nuova regione fu ripopolata dalle autorità bizantine principalmente con armeni e siriani, il che portò alla fondazione del vescovado siriano ortodosso di Simandu nel 955, che durò fino al 1180. Quando Barda Sclero si ribellò nel 976, la fortezza si unì alla sua causa.

### Dominazione armena
Nel 1022, la kleisoura di Tzamandos fu concessa come proprietà a Davit, mentre suo padre Senacherim, già re di Vaspurakan, ricevette Sebasteia, Larissa e Abara. Tzamandos fu successivamente sottratto agli Artsruni e consegnato a Gagik di Kars dopo che questi fu costretto ad abdicare nel 1065. Il Catholicos armeno risiedette nella città dal 1065 al 1069, quando si trasferì a Tablur.  Tzamandos fu attaccata dai Selgiuchidi nel 1068 e nel 1070. Alla morte di Gagik, gli succedette sua figlia Maria, che rimase in possesso della fortezza probabilmente fino al 1085.

### Dominazione turca
Secondo il Saljuq-nama, Tzamandos (chiamata Zamandū) entrò a far parte del dominio dei Danishmendidi dopo la battaglia di Manzicerta del 1071. Intorno al 1143/1144, i possedimenti dei Danishmendidi furono divisi e Tzamandos cadde, forse insieme a Larissa, nelle mani di Dhu'l-Nun. Non è certo se Tzamandos fosse un feudo autonomo (iqta') o fosse raggruppato con Kayseri. Sebbene Kayseri sia poi diventata il centro regionale più importante, non è detto che Tzamandos avesse una popolazione inferiore all'epoca. 
Nel 1168, il selgiuchide Kilij Arslan II cacciò Dhu'l-Nun dai suoi possedimenti e Tzamandos cadde così sotto il Sultanato di Rum come feudo di Kayseri. Quando Kilij Arslan II divise il suo sultanato tra i suoi figli, la regione passò al figlio Mughis ad-Din Tughrul. Le attività di costruzione dei Selgiuchidi nella regione iniziarono solo nel 1230, quando il commercio che passava per Tzamandos ed Elbistan portò alla ricostruzione della fortezza di Tzamandos, che ora era utilizzata anche come prigione. La fortezza divenne allora nota come Melik Gazi e l'insediamento principale fu probabilmente disperso all'inizio del periodo ottomano, cosicché rimase solo un piccolo villaggio.